# Lorca FC
A Lorca FC, teljes nevén Club de Futbol Reus Deportiu, S.A.D. egy spanyol labdarúgócsapat. A klubot 2003-ban alapították, jelenleg a másodosztályban szerepel.

## Statisztika
| Szezon  | Osztály | Osztály     | Poz. | Copa del Rey |
| ------- | ------- | ----------- | ---- | ------------ |
| 2003/04 | 6       | 1ª Terr.    | 13.  |              |
| 2004/05 | 6       | 1ª Terr.    | 4.   |              |
| 2005/06 | 6       | 1ª Terr.    | 6.   |              |
| 2006/07 | 6       | 1ª Terr.    | 3.   |              |
| 2007/08 | 5       | Terr. Pref. | 10.  |              |
| 2008/09 | 5       | Terr. Pref. | 15.  |              |
| 2009/10 | 5       | Terr. Pref. | 1.   |              |
| 2010/11 | 4       | 3ª          | 7.   |              |
| 2011/12 | 4       | 3ª          | 4.   |              |
| 2012/13 | 4       | 3ª          | 1.   |              |
| 2013/14 | 3       | 2ªB         | 2.   | 1. forduló   |
| 2014/15 | 3       | 2ªB         | 13.  | 1. forduló   |
| 2015/16 | 3       | 2ªB         | 6.   |              |
| 2016/17 | 3       | 2ªB         | 1.   | 2. forduló   |
| 2017/18 | 2       | 2ª          |      |              |

- 1 szezon Segunda División
- 4 szezon  Segunda División B
- 3 szezon  Tercera División

## Jelenlegi keret
2018. október 17.
| # |     | Poszt | Név                |
| - | --- | ----- | ------------------ |
|   | ESP | K     | Gorka Magunazelaia |
|   | ESP | K     | Francis Andugar    |
|   | ESP | V     | Adrián Giménez     |
|   | ESP | V     | Álvaro Rodríguez   |
|   | ESP | V     | David Soto         |
|   | ESP | V     | Juan Morros        |
|   | ESP | V     | Diego Portilla     |
|   | ESP | KP    | Alain García       |
|   | ESP | KP    | Albert             |
|   | KOR | KP    | Cshö In-hyeok      |

| # |     | Poszt | Név               |
| - | --- | ----- | ----------------- |
|   | ESP | KP    | Cifu              |
|   | ESP | KP    | Iñigo Barrenetxea |
|   | ESP | KP    | Javi Pelayo       |
|   | ESP | KP    | Sergio Fernández  |
|   | ESP | KP    | Victor Juliá      |
|   | ESP | CS    | Vicent Albert     |
|   | ESP | CS    | Andrés Navarro    |
|   | ESP | CS    | Gerard Artigas    |
|   | GHA | CS    | Glenn Gabriel     |

## Sikerei
- Tercera División: 2012–13
- Divisiones Regionales: 2009–10

## Külső hivatkozások
- Hivatalos honlap
- Futbolme.com profil (spanyolul)